# أرماندو غيبوزا
ارماندو ايميليو جويبوزا (بالبرتغالية: Armando Emílio Guebuza‏) وهو رئيس جمهورية موزمبيق من 2005 حتى بداية 2015 ولد ارماندو ايميليو جويبوزا في 20 كانون الثاني - يناير من سنة 1943.

## روابط خارجية
- أرماندو غيبوزا على موقع الموسوعة البريطانية (الإنجليزية)
- أرماندو غيبوزا على موقع مونزينجر (الألمانية)
- أرماندو غيبوزا على موقع إن إن دي بي (الإنجليزية)